# 哈特韋爾 (內布拉斯加州)
哈特韋爾（英語：Heartwell）是位於美國內布拉斯加州卡尼縣的村。

## 人口
根據2020年美國人口普查的數據，哈特韋爾的面積為0.19平方千米，皆為陸地。當地共有人口80人，而人口密度為每平方千米421人。